# Castillo de Jarandilla de la Vera
El Castillo de Jarandilla , castillo-palacio de los condes de Oropesa o castillo de Carlos V, es una fortaleza del siglo XIII. Se encuentra dentro del término municipal español de Jarandilla de la Vera, provincia de Cáceres, Extremadura.

## Historia

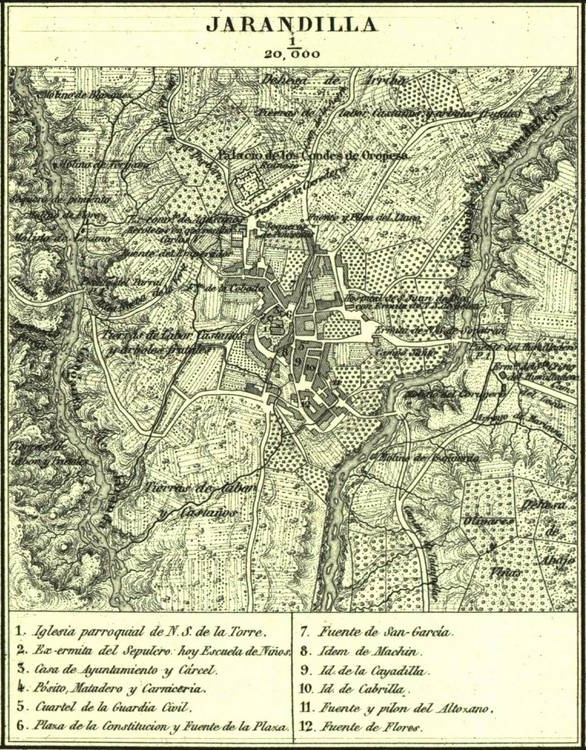
Mapa de Jarandilla, 1840-1870, de Francisco Coello.

Tiene su origen en la «sexmería de la Vera», fundada en la  Edad Media como una de las tres agrupaciones rurales vinculadas a la comunidad de villa y tierra de Plasencia. Tras la caída del Antiguo Régimen se organizó en su territorio el partido judicial de Jarandilla que subsistió hasta finales del siglo XX. La actual mancomunidad, fundada en 1986, consta de veintiuna localidades agrupadas en diecinueve municipios. La capital administrativa es Cuacos de Yuste y las principales localidades son Jaraíz de la Vera y Jarandilla de la Vera.
La villa de Jarandilla de la Vera dependió de la ciudad de Plasencia durante casi toda la Baja Edad Media.
.La historia del castillo es paralela a la de  Plasencia: el origen de ambas es musulmán y durante el reinado de  Alfonso VIII, llamado también «el de las Navas de Tolosa» o «el Noble» se volvió a fundar. Hasta el año 1311 fue posesión de la Corona y en 1369 se entregó por  Enrique II, a los Álvarez de Toledo, futuros  condes de Oropesa y más tarde  duques de Alba. Hay evidencias de la realización de obras de mejora en la fortificación a mediados del siglo XV lo cual hizo cundir la alarma por parte de los Zúñiga que reclamaron la ciudad de Plasencia. A pesar de ello, continuaron las obras y se terminó la construcción del castillo tal como puede verse en la actualidad, si bien se ha producido la pérdida de ciertos elementos. La  guerra de la Independencia también hizo estragos en él. El rey Carlos I vivió en el castillo antes de que fuese construida su residencia en el Monasterio de Yuste.
Actualmente la fortaleza esta gestionada por Paradores de Turismo de España.

## Construcción

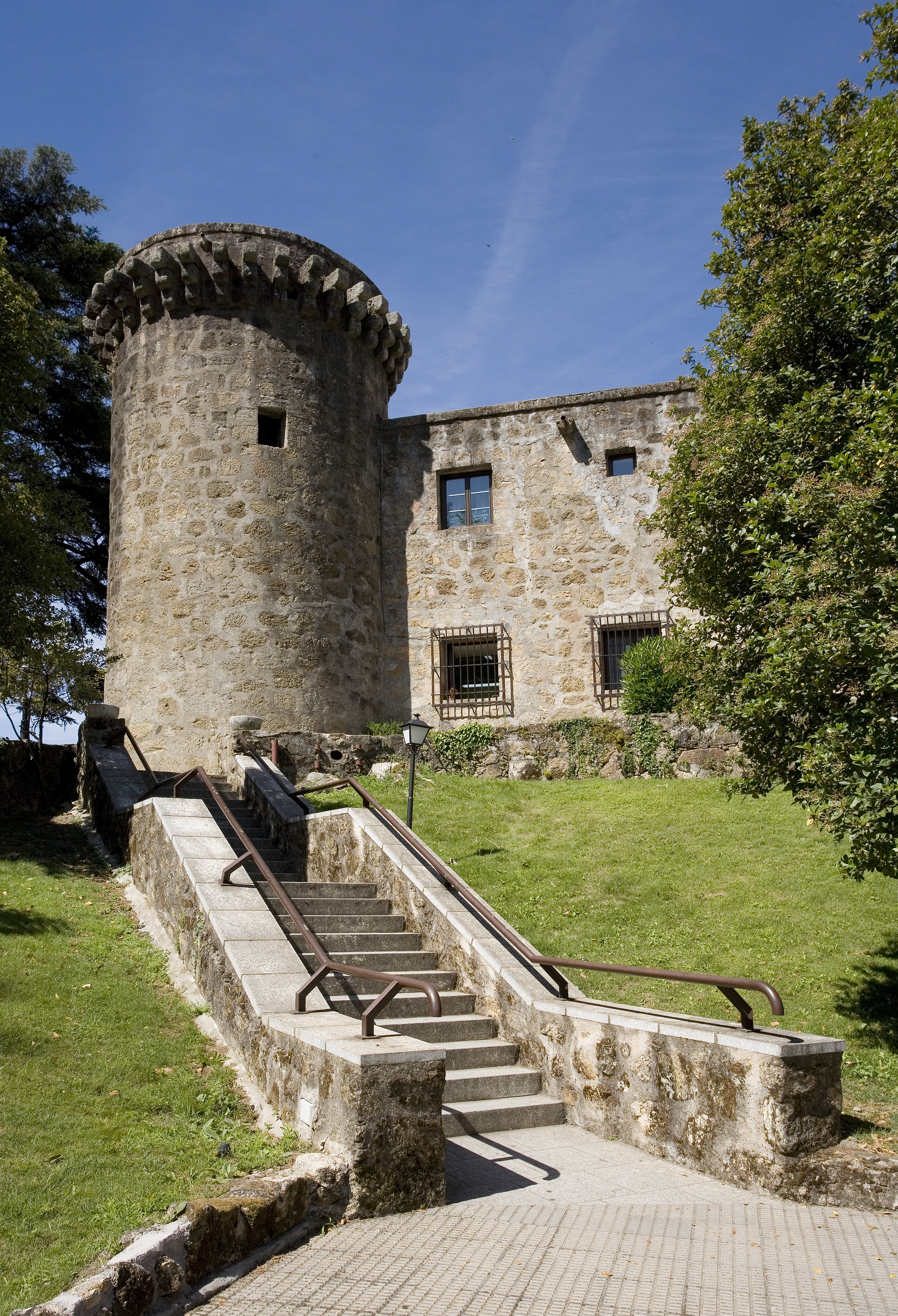
Castillo visto desde la cota más baja.

Tenía un recinto exterior para regular la parte circundante a modo de «glacis forzado» de tal manera que pudiera divisarse al enemigo o cualquier otra persona que se acercase cuando aún estaba a larga distancia del castillo. Hacia el interior tenía otro recinto amurallado de mayor empaque y contundencia defensiva con cubos y torrecillas redondeadas en medio de los lienzos o en las esquinas de ellos. Todo ello aún se conserva en lo que debió ser la puerta principal, flanqueada por dos cubos  cilíndricos los cuales tienen como recursos defensivos propios las troneras, almenas y adarves que recorren toda la parte superior de este recinto como todavía puede verse en el flanco de la parte trasera y, además, los restos de un foso que permite suponer que contaba con un puente levadizo, que se sustituyó por otro fijo, de obra.
En el interior de este segundo recinto está el cuerpo principal del castillo, de forma  cuadrangular alrededor de un patio central de grandes dimensiones, con torres cilíndricas en dos de sus esquinas y prismáticas en las otras dos, alternadas. Todo recorrido por la parte alta está jalonado por una sucesión de canecillos a modo de cornisa, donde se apoyan almenas en voladizo, muy eficaces a la hora de repeler los ataques del exterior. La zona norte, entre las dos torres prismáticas, la ocupaban las dependencias más importantes, con un corredor porticado de dos pisos, muy futurista para aquellas épocas. Todo es de  estilo gótico, con una estructura muy atrevida en el último piso donde, además de un murete de seguridad o pretil de tracería calada, —elemento decorativo formado por combinaciones de figuras geométricas— tiene  arcos carpaneles o  arcos rebajados muy planos.
La torre del homenaje está rematada en una cornisa con  matacanes a lo largo de toda ella pero carece de almenas, cosa ciertamente curiosa en este tipo de construcciones defensivas.